# Raúl Cubas Grau
Raúl Alberto Cubas Grau (Assunção, 23 de agosto de 1943) é um político e engenheiro paraguaio. Foi presidente de seu país entre 15 de agosto de 1998 a 23 de março de 1999. Renunciou após o assassinato de seu vice-presidente, Luis María Argaña.
Após sua renúncia, Cubas exilou-se no Brasil no dia 29 de março de 1999 e pediu asilo ao governo Fernando Henrique Cardoso, tendo residido em Balneário Camboriú e depois em Curitiba. Um dos homens mais ricos de seu país, Cubas era dono da Construtora 14 de Julio, uma das que participaram da construção da hidrelétrica de Itaipu.
Em setembro de 2004 sua filha mais velha, Cecilia Cubas Gusinky, com então 30 anos foi sequestrada. Após um mês o grupo de sequestradores parou com os contatos. Em 17 de fevereiro de 2005 seu corpo foi encontrado enterrado em uma casa na cidade de Ñemby, nos arredores de Assunção. O sequestro foi atribuído ao grupo de esquerda Partido Patria Libre que teria vínculos com as FARC. Dois dos acusados do assassinato receberam asilo político da Bolívia em 2006.